# Pustina
Pustina település Csehországban, az Ústí nad Orlicí-i járásban. Pustina Zádolí, Libecina, Řepníky és Vysoké Mýto településekkel határos. Lakosainak száma 66 fő (2024. január 1.).

## Népesség
A település lakosságának változását az alábbi diagram mutatja:
| Lakosok száma | 226  | 239  | 248  | 183  | 122  | 72   | 65   | 62   | 71   | 66   |
|               | 1869 | 1900 | 1921 | 1961 | 1980 | 2011 | 2016 | 2019 | 2021 | 2024 |